# Tetrafluoroborato di trimetilossonio
Il tetrafluoroborato di trimetilossonio, Me3OBF4, è un composto organico. Esso viene comunemente chiamato "sale di Meerwein", dal chimico tedesco Hans Meerwein. Questo sale è un potente agente metilante, un equivalente sintetico del CH3(+). Si tratta di un solido bianco che degrada rapidamente sotto esposizione all'umidità atmosferica, sebbene sia sufficientemente robusto per essere pesato ed erogato velocemente in ambiente non inerte. Il trietilossonio tetrafluoroborato è un reagente strettamente correlato.

## Preparazione e reagenti
Il composto è preparato tramite la reazione di trifluoruro di boro con etere dimetilico ed epicloridrina:
4 Me2O·BF3 + 2 Me2O + 3 C2H3(O)CH2Cl → 3 Me3O+BF− 4 + B[(OCH(CH2Cl)CH2OMe]3
Il sale si idrolizza prontamente:
Me3OBF4 + H2O → Me2O + MeOH + HBF4
Il trimetilossonio tetrafluoroborato è generalmente classificato come il più potente reagente disponibile sul commercio per metilazione elettrofila, più forte degli esteri metilsolfonato, inclusi metiltriflato e metil fluorosolfonato ("metile magico"). Solo i reagenti esotici dimetilalonio (Me2X+SbF6–, X = Cl, Br, I), i reagenti metil carboranato e il catione metildiazionio generato transitoriamente (MeN+≡N) sono sorgenti con metile elettrofilo più forte.
Data la sua elevata reattività, viene rapidamente distrutto dall'umidità atmosferica ed è preferibile riporlo in un box ad inerzia atmosferica a –20 °C. I prodotti della sua degradazione sono corrosivi, sebbene siano considerevolmente meno pericolosi del metil triflano o fluorosolfonato, a causa della loro non volatilità.